# Saint-Martin-d'Ary
Saint-Martin-d'Ary är en kommun i departementet Charente-Maritime i regionen Nouvelle-Aquitaine i västra Frankrike. Kommunen ligger  i kantonen Montguyon som ligger i arrondissementet Jonzac. År 2022 hade Saint-Martin-d'Ary 471 invånare.

## Befolkningsutveckling
Antalet invånare i kommunen Saint-Martin-d'Ary
Referens:INSEE